# 犀川白鳥湖
犀川白鳥湖（さいがわはくちょうこ）は、長野県安曇野市豊科地域（旧南安曇郡豊科町）を流れる犀川の途中にある湖。水力発電用の取水ダムによって川がせき止められて誕生した人造湖（ダム湖）である。そのダム湖にいつしか白鳥が越冬のため飛来してくるようになり、現在では毎年10月から4月にかけて1,000羽以上もの白鳥が飛来することで有名な観光名所となった。JR 篠ノ井線の田沢駅から徒歩約20分、長野自動車道 安曇野インターチェンジにも近い。付近のショッピングセンター「スワンガーデン安曇野」には巨大な白鳥のオブジェがある。

## 歴史
1923年（大正12年）、安曇電気は犀川発電所（明科発電所）で発電に利用するための水を取り入れるべく、犀川にダムを建設した。このダムは犀川ダム、犀川光ダム（さいがわひかるダム）といい、ダム湖は犀川ダム湖とも呼ばれていた。現在では中部電力の管理下にある。
安曇野において白鳥の渡来を初めて確認したのは1984年（昭和59年）12月31日のことである。確認されたのは白鳥の一家5羽で、その2日後、餌付けに成功。1985年（昭和60年）1月18日には地元のボランティアでアルプス白鳥の会が結成され、白鳥の観察や保護、湖の自然環境の維持に努めている。

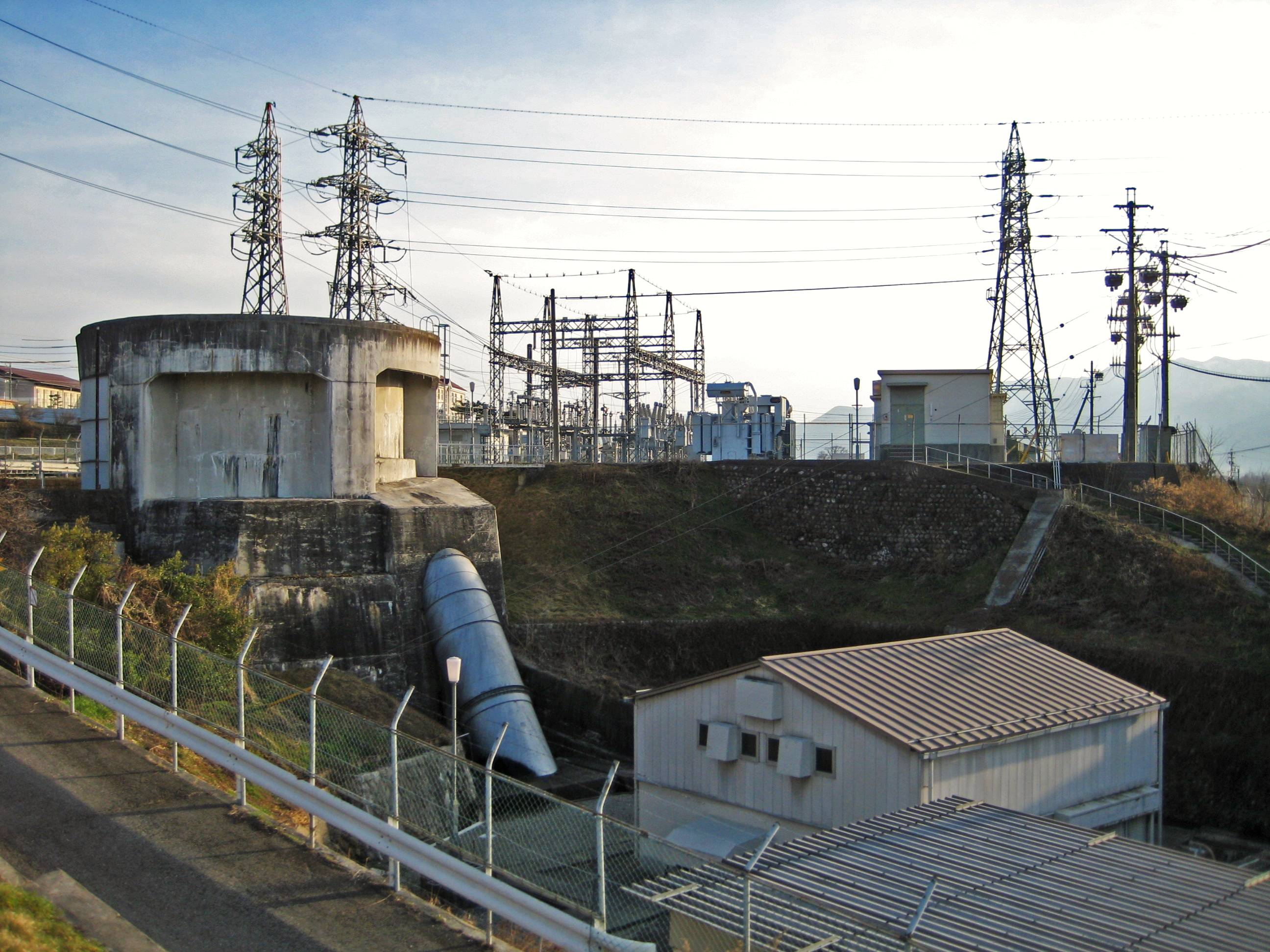
犀川発電所

### 平成18年7月豪雨
犀川ダムの堤体は玉石を積み金網で固定した蛇篭工（じゃかごこう）であり、常に水が漏れる構造になっている。コンクリートダムと比べ自然の環境に近い堤体であるが、河川の増水によってしばしば流失し、そのたびに補修を繰り返してきた。中部電力は2002年10月（平成14年）から右岸を水門に改造する工事に着手し、2003年（平成15年）3月に完成させた。
しかし、2006年7月17日から19日にかけて長野県全域で降り続いた大雨（平成18年7月豪雨）は犀川を著しく増水させ、白鳥湖周辺が水没してしまった。8月の初めには水量は落ち着いたが、駐車場や駐車場に向かう道が流失した。2007年春に復旧した。